# 밥물

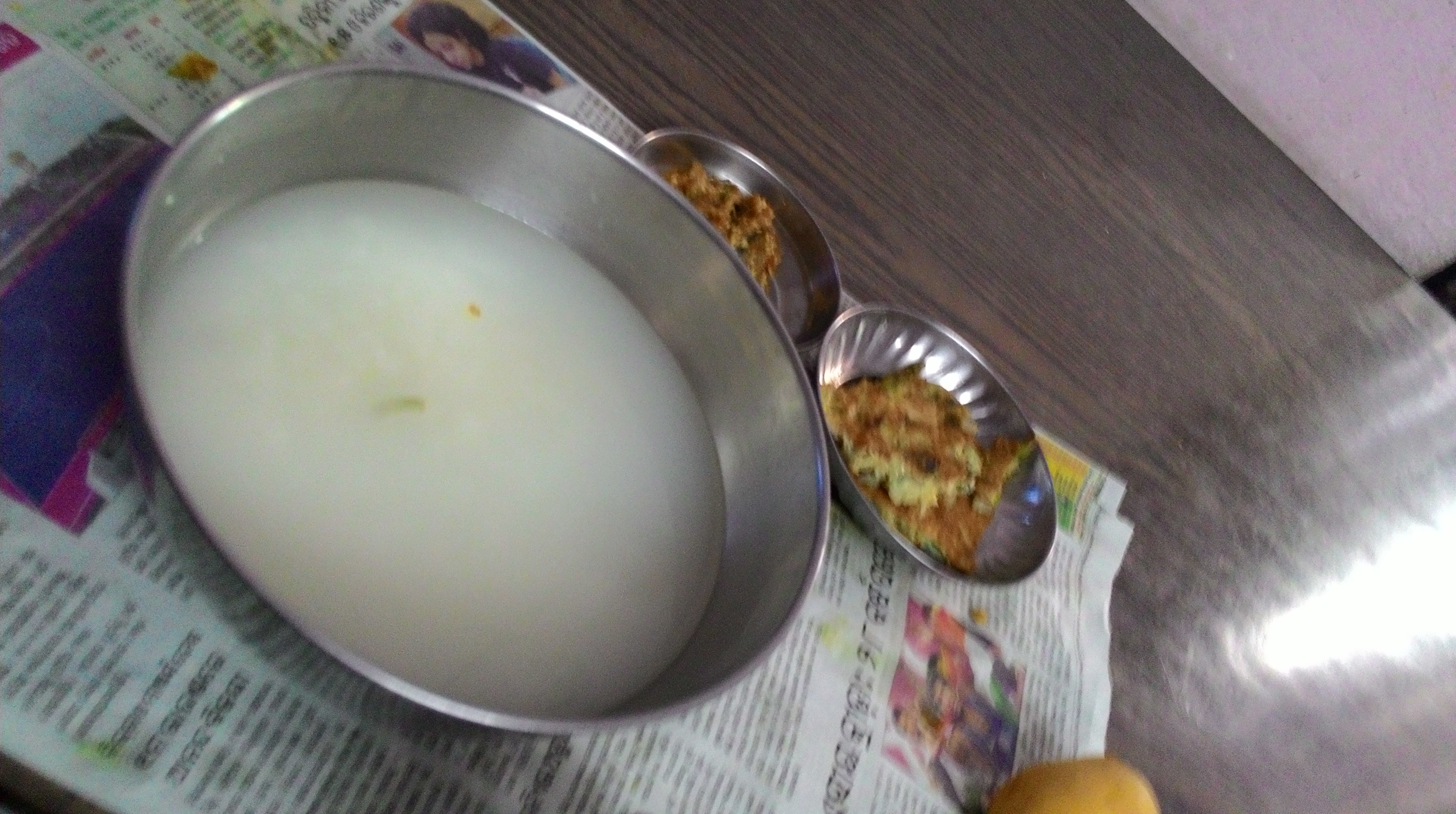
밥물

밥물(영어: rice water)은 쌀을 물에 담그거나 쌀이 물에 완전히 녹을 때까지 끓여서 얻은 녹말 현탁액이다. 병자들을 위한 죽으로 사용되기도 한다. 특히 콜레라나 위장염 등의 설사병 치료에 효과가 있다. 한국의 밥물은 미음으로 불리기도 한다.

## 역사
역사적으로 중국, 일본, 동남아시아 등 다양한 아시아 지역의 여성들은 수백 년 동안 밥물을 머리카락 관리를 위해 사용해 왔다. 밥물의 사용은 일본의 헤이안 시대(794CE~1185CE)로 거슬러 올라간다. 이 시기의 일본 여성들은 밥물에 목욕을 하면 바닥까지 오는 머리카락을 건강하게 유지할 수 있다고 생각했다.
오늘날 야오족으로 알려진 소수민족은 주로 중국의 한 마을인 황뤄에 거주한다. 야오족 여성은 평균 길이가 약 6피트로, 매우 긴 머리로 유명하다. 머리카락이 길 뿐만 아니라 머리카락이 탈색되어 회색으로 변하는 데 훨씬 더 오랜 시간이 걸린다고 한다. 보통 80대가 되어서야 머리 색깔이 변하기 시작한다고 전해진다. 야오족 여성의 머리카락이 길고 건강한 이유는 씻을 때 밥물을 이용했기 때문이다.

## 같이 보기
- 뜨물
- 미유
- 죽